# Gərəkli
Gərəkli è un comune dell'Azerbaigian situato nel distretto di Balakən.